# 59 Діви
e Ді́ви (лат. e Virginis), 59 Ді́ви (лат. 59 Virginis) — потрійна зоря в сузір'ї Діви на відстані приблизно 57 світлових років (близько 17,6 парсеків) від Сонця. Вік зорі визначено близько у 6,158 млрд років.
Навколо зорі обертається, як мінімум, одна планета.

## Характеристики
Перший компонент (HD 115383A) — жовто-біла зоряспектрального класу G0V, або G0, або F. Візуальна зоряна величина зорі - +5,19 m. Маса — близько 1,22 від сонячної, радіус — близько 1,305 від сонячної, світність зорі — близько 2,17 від сонячної. Ефективна температура — близько 6075 K.
Другий компонент (HD 115383B). Візуальна зоряна величина зірки — +19,19 m . Орбітальний період — близько 4720000 років. Віддалений на 2,5 кутової секунди (У середньому близько 602 а.е.) .
Третій компонент (UCAC4 498-060625) — помаранчева зоря спектрального класу K7-K9. Візуальна зоряна величина зірки — +14,59 m. Ефективна температура — близько 4440 K. Віддалений на 54,2 кутової секунди.

## Опис
59 Діви отримала це позначення завдяки Джону Флемстіду, який вніс її у свій зоряний каталог у XVIII столітті.
59 Діви — це жовтий карлик, дещо більший, масивніший і гарячіший від Сонця. Період осьового обертання зірки визначений як 3,33 діб (не виключено, проте, що він удвічі більший).
Дослідники приділили велику увагу віку зорі, оскільки він необхідний для оцінки маси та інших властивостей її супутника. У 2013 році була опублікована оцінка 0,16 +0,35
−0,60 млрд років, у 2015 році — 4,5 +2,0
−1,5 млрд років, а у 2017 році - 2,5+1,0
−0,7 млрд років (Для порівняння: вік Сонця оцінюється в 4,57 мільярдів років). Оцінки віку зірки, зроблені з урахуванням швидкості її обертання та її становища діаграмою Герцшпрунга — Рассела, значно розходяться. Це можна пояснити тим, що вона поглинула гарячий юпітер, який обертався навколо неї, що збільшило її швидкість обертання і хромосферну активність.

## Планетна система
У 2011 році міжнародна група астрономів, сфотографувавши зорю на 8,2-метровому телескопі « Субару », виявила у неї планету GJ 504 b, відповідну роботу опубліковано в 2013. Відстань GJ 504 b від материнської зірки у проекції на небесну сферу — 43,5 а. , що у 1,5 разу більше радіуса орбіти Нептуна (реальна ж відстань у просторі може бути ще більшою). Таким чином, планета отримує від зірки дуже мало світла. Тим не менш, вона досить гаряча: 271±10 °C. Радіус об'єкта оцінюють у 0,96±0,07 радіуса Юпітера.
У 2019 році вченими, які аналізували дані проектів Hipparcos і Gaia, було виявлено планету HIP 64792 c у цієї зорі.